# Lycée Jean-Giraudoux de Châteauroux
Le lycée Jean-Giraudoux est un lycée d'enseignement général public situé à Châteauroux. Dépendant du ressort de l’académie d’Orléans-Tours, il est l’unique lycée public exclusivement général de Châteauroux. Il doit son nom à l’écrivain Jean Giraudoux, ancien élève de l’établissement.

## Histoire

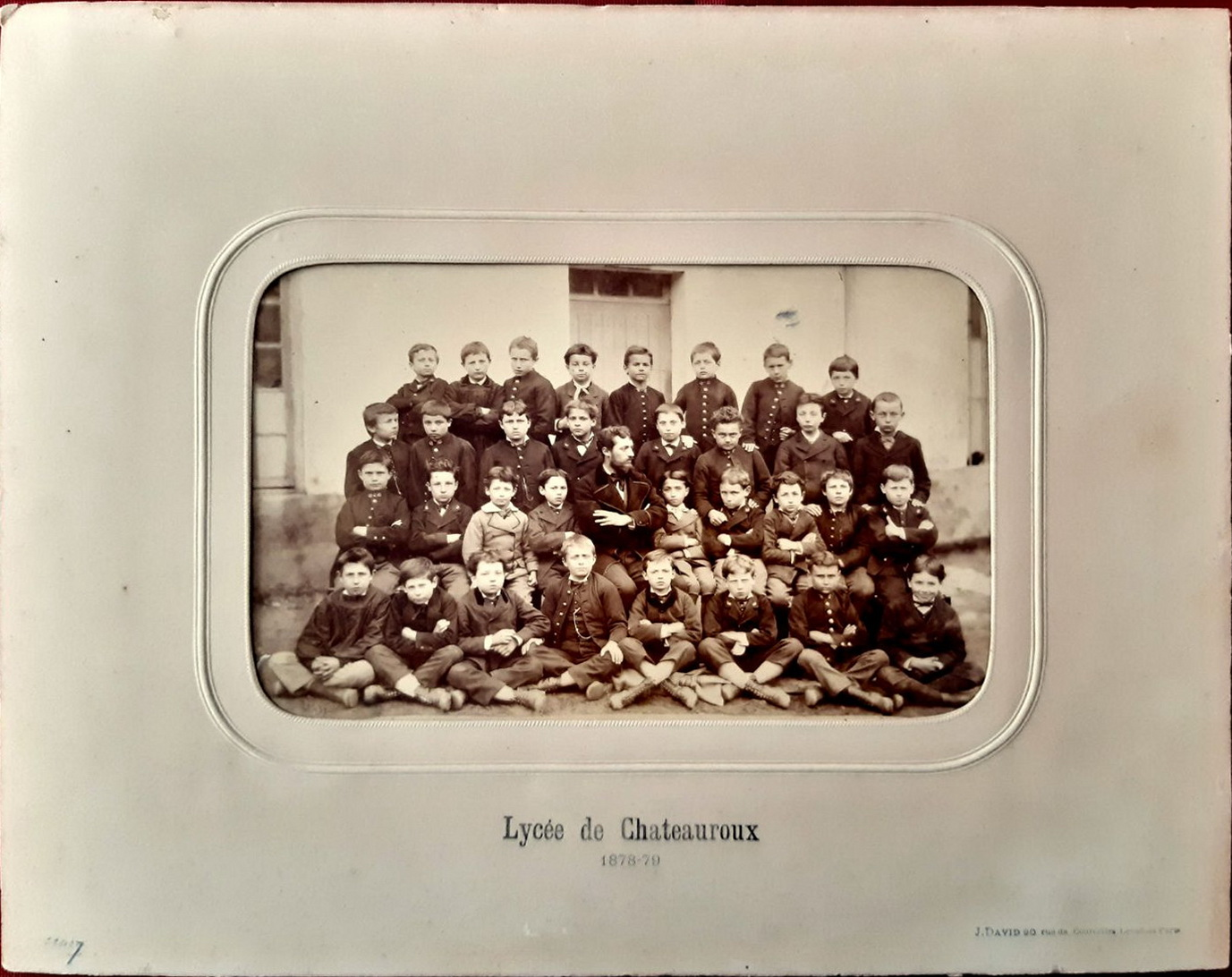
Lycée de Châteauroux, photographié par Jules David en 1878-1879.

Le bâtiment principal est formé de l’ancien cloître d’un couvent datant du milieu du XVIIIe siècle, autour duquel s’étale la cour d’honneur du lycée. Établissement chargé d’histoire, il fut l’École centrale de l’Indre dès le Directoire, et demeura le seul lycée de ce département jusqu’à 1918.
Il est l'unique établissement secondaire de l’Indre durant plus d’un siècle. Parmi les anciens élèves se trouvent George-Albert Aurier, Henri Barboux, Marcel Boussac, Jacques des Gachons, Albert Laprade, Marc Michon, Lionel Nastorg, Maurice Rollinat, Raymond Rollinat et Charles Sadron. L’écrivain et dramaturge français Jean Giraudoux a gardé de son parcours d’élève un attachement réel à ce lieu, attesté par l’un de ses écrits. Une plaque figurant dans la cour d’honneur lui est dédiée. L’historien Albert Mathiez y a aussi enseigné au début de sa carrière professorale.

## Classement du lycée
En 2015, L'Express le classe 4e sur 8 au niveau départemental quant à la qualité d'enseignement, et 1543e au niveau national. Son dernier taux de réussite au bac général est de 98,1 % (2018).

## Biographie
- Le Lycée Jean Giraudoux de Châteauroux, mémorial du Centenaire (Châteauroux, 1954).
- Jean-Louis Vergeade : Vous laisserez vos noms en sortant (Paris : Guénégaud, 2004).
- Marc Michon: Mes guerres et mes prisons (Guéret, imprimerie Lecante, 1980). Dans son chapitre 2, Marc Michon raconte son séjour au lycée entre 1904 et 1912 pour son baccalauréat)